# Альдо Граціаті
Альдо́ Росса́но Граціа́ті, відомий також під псевдонімом Г. Р. Альдо (італ. Aldo Graziati, G. R. Aldo; нар. 1 січня 1905, Скорце, Італія — † 14 листопада 1953, П'яніга, Італія) — італійський кінооператор.

## Біографія та творчість
Альдо Граціаті народився 1 січня 1905 року в місті Скорце, що в регіоні Венето в Італії. З 1919 року жив у Франції, де знімався в німих фільмах як актор, працював фотографом. У період німецької окупації переїхав до Ніцци, де познайомився з Мікеланджело Антоніоні, який умовив його повернутися на батьківщину. Після Другої світової війни, повернувшись у 1947 році до Італії, почав знімати документальні фільми.
Починаючи з 1948 року, як оператор-постановник Альдо Граціаті працював з режисерами Лукіно Вісконті та Вітторіо Де Сікою над створенням значних художніх фільмів повоєнного італійського кіно: «Земля здригається» (1948), «Диво в Мілані» (1951), «Умберто Д.» (1952), які зіграли велику роль у становленні неореалізму. Знімав також екранізацію шекспірівського «Отелло», здійснену Орсоном Веллсом у 1952 році.
Альдо Граціаті загинув 14 листопада 1953 року в автокатастрофі на шосе між Падуєю і Венецією під час зйомок фільму Л. Вісконті «Почуття».
Граціаті двічі був відзначений кінопремією Італійського національного синдикату кіножурналістів Срібна стрічка: у 1950 році (за фільми «Небо над болотом» та «Кінець Помпеї») та у 1955-му за «Почуття» (посмертно).

## Фільмографія
| Рік  | Назва українською               | Оригінальна назва                          | Режисер          |
| ---- | ------------------------------- | ------------------------------------------ | ---------------- |
| 1948 | Земля здригається               | La terra trema                             | Лукіно Вісконті  |
| 1949 | Небо над болотом                | Cielo sulla palude                         | Аугусто Дженіна  |
| 1950 | Кінець Помпеї                   | Gli ultimi giorni di Pompei                | Марсель Л'Ерб'є  |
| 1950 | Завтра буде надто пізно         | Domani è troppo tardi                      | Леонід Могуй     |
| 1951 | Завтра буде інший день          | Domani è un altro giorno                   | Леонід Могуй     |
| 1951 | Диво в Мілані                   | Miracolo a Milano                          | Вітторіо Де Сіка |
| 1952 | Умберто Д.                      | Umberto D.                                 | Вітторіо Де Сіка |
| 1952 | Отелло                          | The Tragedy of Othello: The Moor of Venice | Орсон Веллс      |
| 1952 | Три заборонені історії          | Tre storie proibite                        | Аугусто Дженіна  |
| 1953 | Провінціалка                    | La provinciale                             | Маріо Сольдаті   |
| 1953 | Вокзал Терміні                  | Stazione Termini                           | Вітторіо Де Сіка |
| 1954 | Неприємність (вулиця Падуї, 46) | Lo scocciatore (Via Padova 46)             | Джорджо Б'янкі   |
| 1954 | Почуття                         | Senso                                      | Лукіно Вісконті  |

## Нагороди
| Рік                                 | Категорія                              | Номінант                                                | Результат |
| ----------------------------------- | -------------------------------------- | ------------------------------------------------------- | --------- |
| Міжнародний кінофестиваль у Локарно |                                        |                                                         |           |
| 1948                                | Найкращий оператор (чорно-білий фільм) | Пармська обитель (разом з Ромоло Гарроні та Ніколя Айє) | Перемога  |
| Премія «Срібна стрічка»             |                                        |                                                         |           |
| 1950                                | Найкращий оператор                     | Небо над болотом та Кінець Помпеї                       | Перемога  |
| 1955                                | Найкращий оператор                     | Почуття                                                 | Перемога  |